# Tanigaki Szadakazu
Tanigaki Szadakazu (japánul: 谷垣 禎一, nyugaton: Tanigaki Sadakazu) (Fukucsijama, 1945. március 7. –) japán liberáldemokrata politikus 2009. szeptember 28-tól pártjának elnöke. A Koizumi-kabinetben csaknem két éven keresztül pénzügyminiszter, a Fukuda-kormányban pedig valamivel több mint egy hónapig közlekedési miniszter volt. 2012-14 között igazságügyi miniszter volt.

## Pályafutásának kezdete
A Tokiói Egyetem jogi karán végzett 1974-ben. Ezután apja titkára lett, aki ekkor egészségügyi miniszter volt. 1982-ben ügyvédi állást szerzett.

## Politikai pályája
1983-ban a Japán Országgyűlés Képviselőházának tagjává választották. 1988 és 1989 között a postaügyi és hírközlési miniszter helyettese volt, 1990-ben a védelmi miniszter helyetteseként szolgált. 1998 és 1999 között pénzügyi államtitkár volt. 2003 és 2006 között pénzügyminiszter volt. 2006-ban pályázott az LDP elnöki tisztségére, de harmadikként végzett Abe Sinzó és Aszó Taró után.